# LayaBox
LayaBox (Souyou Network Technology Beijing Co., Ltd.), aussi appelé Laya, est un framework gratuit qui dispose d'un moteur de jeu multiplate-forme (smartphone et navigateur web HTML5 ), ainsi qu'un service de publication et de distribution en ligne. Annoncé pour la première fois au Global Mobile Game Confederation en mars 2015,, Laya propose un ensemble d'applications internet riches stable et léger pour des besoins satisfaisant développeurs et annonceurs.
Actuellement une centaine de jeux implémentent officiellement le moteur Laya. Le LayaPublish fournit un module permettant de les publier dans une douzaine de plateforme de téléchargement d'applications en ligne populaire en Chine.

## Historique
Fondée en 2014 par Xie ChengHong, LayaBox était au départ une solution capable de transcompiler des jeux flash codé en ActionScript 3.0 vers HTML5/WebGL. Depuis ses solutions ont été étendus, proposant de multiples outils et features pour accompagner les développeurs à la commercialisation en ligne.
Lors de l'International Game Developers Conference tenu en novembre 2015, Xie ChengHong annonce qu'un moteur 3D est en cours de développement.
Le 30 juin 2016, LayaAir 1.0 est disponible sur le site officiel, avec un support 3D et un affichage en mode réalité virtuelle,
.

### Origine du nom et mascotte
Le nom "LayaBox" est inspiré du village Laya, situé au pied de l'Himalaya. Le logo de l'entreprise, un visage de primate vue de face, fait référence au Yéti, qui est une histoire populaire dans la région. Aussi de nombreux monastères conservent des restes de cette être légendaire , souvent des poils ou « scalps », dans une boite considérée sacrée.[réf. nécessaire]
Une autre raison serait un jeu de mots entre singe(猿) et programmeur(程序员), qui ont la même prononciation et même pinyin : «yuán»

## Description technique
"Layabox Product Family" est un ensemble de composants adapté a la publication de jeux web et mobile, conversion de donnée, monétisation, bibliothèques de classes multimédia, moteur de jeu et distribution via un store.

Diagramme de séquence des produits Layabox

### LayaFlash
LayaFlash est un compilateur source à source opérant au back-end du compilateur LLVM, le rendant ainsi très convenient pour le codeur ActionScript 3.0 qui souhaite cibler une application HTML5,. Compatible avec les IDE de Flash tel que FlashBuilder, FDT, FlashDevelop ou LayaAir IDE.

### LayaAir
LayaAir est un API open source dédié aux jeux et divers modules multimédia. Intégration possible à partir de nombreux langages au standard ECMAScript (ActionScript 3.0, JavaScript et TypeScript).
Le moteur LayaAir prend en compte son propre format de données 3D. Pour faciliter l’importation d'assets issus de logiciel infographique 3D, LayaBox fournit un convertisseur de fichier FBX. Un plugin pour Unity est également disponible afin de convertir les "GameObject" en fichier LayaModel (*.lm).
La dernière version contient les fonctionnalités suivantes,:
- Librairie UI fournissant des GUI les plus couramment utilisés dans les scènes de jeux vidéo.
- Animation squeletalle 2D par interpolation et GPU skinning pour la 3D.
- Système de particules 2D/3D.
- Mode VR[18].
- Librairie audio. (wrapper de OpenAL pour la version mobile, et HTML5 Audio pour le web)
- Composite, blend et opération de filtre basique des éléments canvas/sprite.
- Gestion des événements ainsi que le Bubbling ou le Capturing.
- Compatibilité avec les frameworks suivant[17]: Starling, MornUI

### LayaPlayer
Écrit en C et C++, le LayaPlayer (nom de code Conch) est un runtime pour Android et iOS qui renforce les performances de jeux HTML5. Un rendu logique exploitant les atouts des processeurs dual-core, de l’accélération matérielle côté GPU et d’une gestion de la mémoire vidéo intelligente et extrêmement optimisée. Y compris, une implémentation de l'élément canvas, de l'API webGL, de l'interface DOM,. Les applications HTML5, via le LayaPlayer, disposent de performances quasi équivalentes à celles des applications natives.
Il est possible d'interagir avec des librairies natives à partir du code HTML5.

### LayaPublish
Lié aux services de publication, LayaPublish permet aux plateformes de distribution d’acquérir du trafic. Disponible sous forme RIA, elle présente aux développeurs d'étendre la visibilité de leur produit sur divers portails.

### LayaStore
LayaStore est un add-on léger (20 Kb),qui peut être insérer dans le code source d'une application mobile native. En plus d'offrir un accès aux Store de LayaBox, les développeurs perçoivent un revenu en fonction du nombre d'installation ou par microtransaction.

### LayaOpen
LayaOpen est une plateforme de gestion des revenues avec des statistiques d'activités pour développeurs et distributeurs. Ces derniers peuvent obtenir des informations sur les données de connexion , analyse des réseaux sociaux, et de l'activité du trafic mensuel,

## Distribution
Les développeurs ont la possibilité de faire connaître leur produit à travers de nombreuses plateformes de distributions. Les utilisateurs mobiles étant la cible privilégié.

## Accueil

### Récompenses
- 2015 Industry Contribution Award HTML5 game (2015年HTML5游戏产业贡献奖)[26]
- Best promising engine H5 prize (Layabox荣膺“2015年度最佳引擎奖”)[27],[28]